# Planckova hybnost
Planckova hybnost je jednotka hybnosti v systému přirozených jednotek známých jako Planckovy jednotky. Nemá žádný běžně používaný symbol, ale může být značena {\displaystyle m_{\text{P}}c}, kde {\displaystyle {m_{\text{P}}}} je Planckova hmotnost a {\displaystyle c} je rychlost světla ve vakuu. Pak
{\displaystyle m_{\text{P}}c={\frac {\hbar }{l_{\text{P}}}}={\sqrt {\frac {\hbar c^{3}}{G}}}\approx 6.52485{\text{ kg m/s}},}
kde
{\displaystyle \hbar } je redukovaná Planckova konstanta,
{\displaystyle {l_{\text{P}}}} je Planckova délka,
{\displaystyle G} je gravitační konstanta.
V jednotkách SI je Planckova hybnost přibližně 6,5 kg·m/s. To se rovná Planckově hmotnosti vynásobené rychlostí světla, obvykle spojené s hybností prvotními fotony v některých převažujících modelech Velkého třesku. Na rozdíl od většiny ostatních Planckových jednotek se Planckova hybnost nachází v lidském měřítku. Pro srovnání: při běhu s pětikilovým objektem (108×Planckova hmotnost) při průměrné rychlosti běhu (10−8×rychlost světla ve vakuu) by měl objekt Planckovu hybnost. 70 kg člověk pohybující se průměrnou rychlostí chůze zhruba 5 kilometrů za hodinu bude mít hybnost zhruba 15 {\displaystyle m_{\text{P}}c}. Baseballový míček, který má hmotnost {\displaystyle m=} 0,145 kg a rychlost 160 kilometrů za hodinu, má Planckovu hybnost.